# Кокорін Іван Анатолійович
Іва́н Анато́лійович Коко́рін (рос. Иван Анатольевич Кокорин; 3 серпня 1979, Загорськ, Московська область, РРФСР, СРСР) — російський кіноактор.

## Життєпис
У 2000 році закінчив Школу-студію МХАТ (курс Євгена Лазарєва і Дмитра Бруснікіна). Того ж року дебютував у кіно, зігравши епізодичну роль у фільмі «Брат 2».
Нині у фільмографії актора понад 40 ролей, серед яких: Німий (Шик, 2002), Чугун (9 рота, 2005), Льоха Лазар (Останній бронепоїзд, 2006), Віктор (Від любві до кохання, 2007), Никифоров (Я дочекаюсь, 2011), Миронов (Власик. Тінь Сталіна, 2015) та інші.

## Особисте життя
Одружений (дружина актора — Світлана Двоскіна). У подружжя двоє дітей: Михайло й Арина.